# Les Ulmes
 Les Ulmes  es una población y comuna francesa, en la región de Países del Loira, departamento de Maine y Loira, en el distrito de Saumur y cantón de Doué-la-Fontaine.

## Demografía
| 454 | 446 | 472 | 467 | 468 | 478 |
| Para los censos de 1962 a 1999 la población legal corresponde a la población sin duplicidades (Fuente: INSEE [Consultar]) |     |     |     |     |     |